# قتاد أصغر
القَتَاد الأَصْغَر أو مِخْلَب العُقَاب الأَبْيَض أو مخلب العقاب أو حلوسيا  أو كثيراء  (الاسم العلمي: Astragalus tragacantha) هو نوع أعشاب جنبات معمّرة من جنس القتاد، يستخرج منها صمغ الكثيراء.

## البيئة والانتشار
يكثر نبات القتاد الأصغر في المناطق الحجرية والرملية القريبة من البحر في المغرب العربي وجنوب غربي أوروبا.

## الأسماء العلمية المرادفة
- (باللاتينية: Astragalus massiliensis (Mill.) Lam)
- (باللاتينية: Astragalus massiliensis (Mill.) Lam. var. peduncularis Rouy)
- (باللاتينية: Astragalus massiliensis (Mill.) Lam. var. salvatoris Willk)
- (باللاتينية: Astragalus spinosissimus St.-Lag)
- (باللاتينية: Astragalus tragacanthus Lam)
- (باللاتينية: Tragacantha massiliensis Mill)
- (باللاتينية: Tragacantha vera Medik)[10]